# プール・ル・メリット勲章

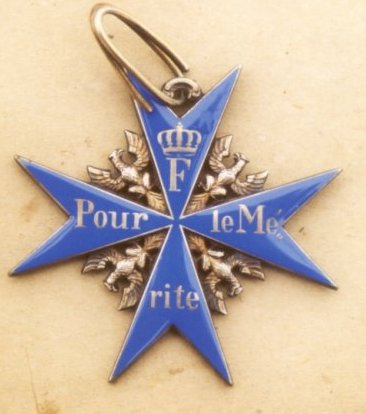
プール・ル・メリット勲章

プール・ル・メリット勲章（Pour le Mérite）は、1740年にプロイセン王国で制定された勲章の一つであり、戦功章 (Militärklasse) と平和章 (Friedensklasse) がある。
戦功章は第一次世界大戦終結までのプロイセン軍における最高位の名誉勲章であり、俗にドイツ語でブラウアー・マックス (Blauer Max)、英語ではブルー・マックス (Blue Max) とも呼ばれる。
ドイツ革命による帝政廃止に伴い廃止されたが、平和章は1952年に復活した。

## 概要

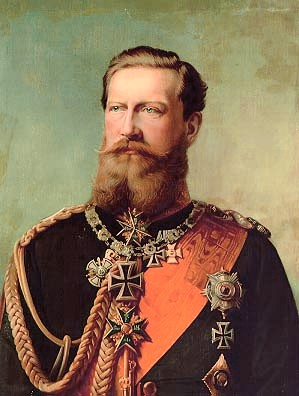
フリードリヒ皇太子（後のフリードリヒ3世）中央の大鉄十字勲章の上下にプール・ル・メリット勲章とプール・ル・メリット大十字章、向かって右下にプール・ル・メリット大十字章星章を佩用

1740年、プロイセン王フリードリヒ2世（大王）によって最高位の名誉勲章として制定された。プール・ル・メリットとはフランス語で「功績に対して」という意味である。1810年まで授与対象は軍人と一般市民であったが、この年の1月にフリードリヒ・ヴィルヘルム3世は、軍人のみを授与対象とする布告を発した。
フリードリヒ2世は在位中に924人にプール・ル・メリット勲章を授与した。
1807年4月に最初に勲章を授与された軍人アレクセイ・ペトロヴィッチ・イェルモーロフは「国王は3人の野戦将校に功労勲章を授与したが、私もその中に含まれていた。これらの賞は、まだ莫大な倍率に貶められることのなかった最初のものであった。」と回想している。
1810年、プール・ル・メリット勲章を戦場で功績のあった軍人だけに贈ることとした。
1813年3月、フリードリヒ・ヴィルヘルム3世はさらにオークの葉を飾りつける章を制定した。オークの葉付きプール・ル・メリットは当初戦闘において著しい戦果を上げた者に贈られ、通常対象者は上級将校に限られた。当初の規定では、要塞を攻略したか守りきった、あるいは戦闘で勝利した場合とされた。第一次世界大戦までは、オークの葉はしばしばプール・ル・メリットの次（上位）の勲章とされ、受章者はまだ上級将校に限られていた（通常は上記の規定に合った、卓越した野戦指揮官で、数少ない下級将校での柏葉受章者は主に勝利した戦闘あるいは戦役の作戦を立案した参謀将校だった）。
フリードリヒ・ヴィルヘルム3世は2,454人に勲章を授与したが、そのほぼ半数はナポレオン戦争に参加したロシア軍将校に授与されたものであった。
1842年、フリードリヒ・ヴィルヘルム4世は新たに平和勲章と呼べる等級を設けた。プール・ル・メリット科学芸術勲章 (Pour le Mérite für Wissenschaften und Künste) である。これは人文科学、自然科学、ファインアートの三つの分野を対象とした。
1866年、大十字章 (Großkreuz、Grand Cross) 級が制定された。この等級は敵軍に多大な損害を与えたものに授与された。第一次世界大戦でマンフレート・フォン・リヒトホーフェンが活躍した際、軍部はこれを授与しようとしたが、規定の資格に満たなかった。そこで、代わりに赤鷲大十字勲章が授与された。後に通常のプール・ル・メリット勲章も授与された。

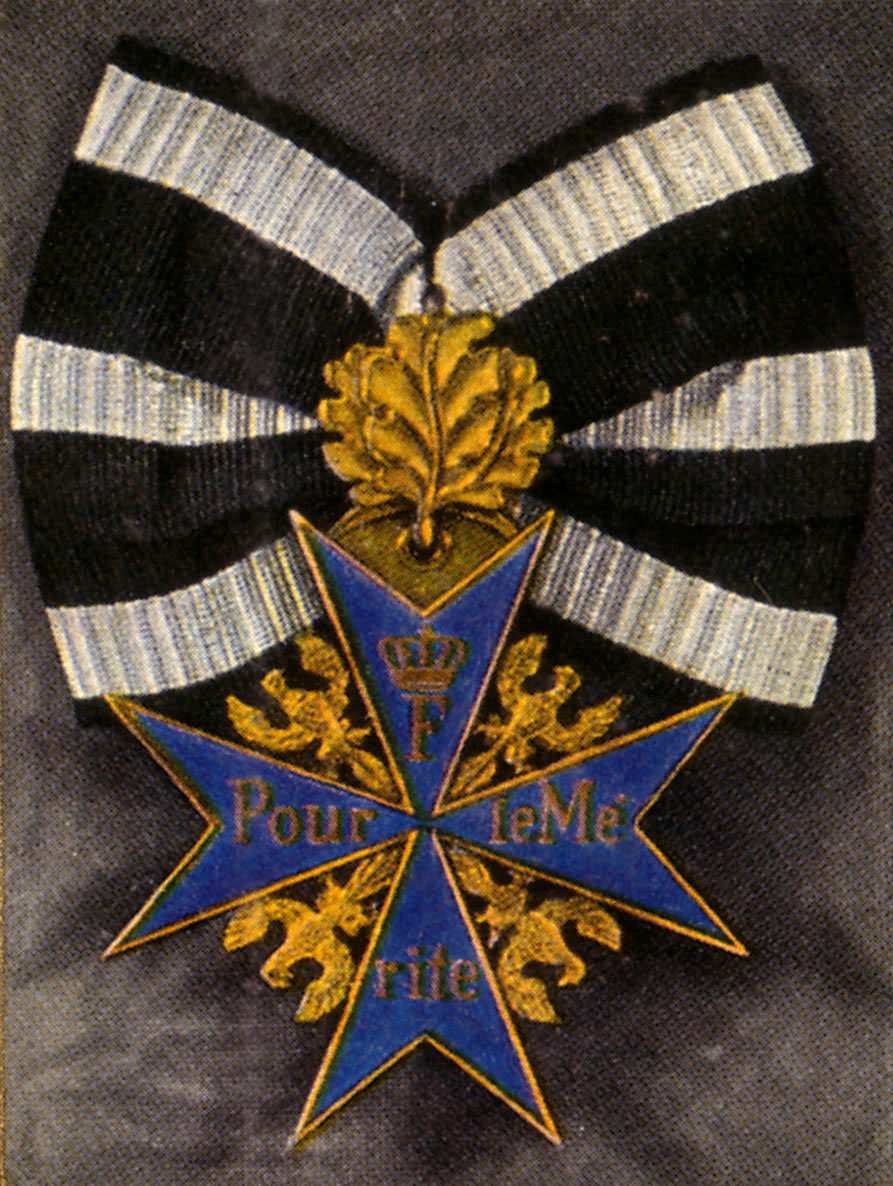
柏葉付プール・ル・メリット勲章
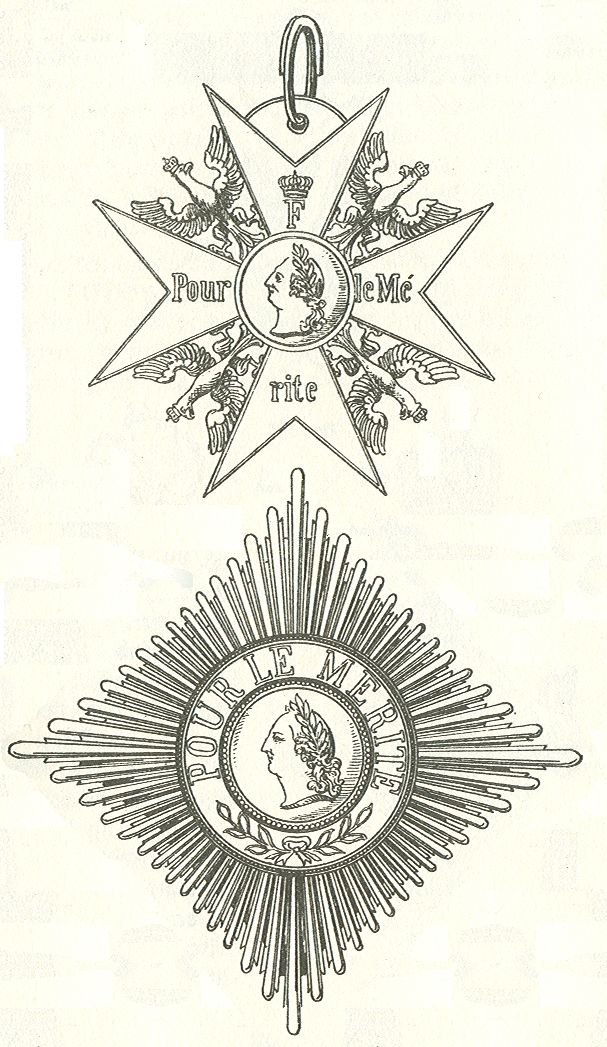
プール・ル・メリット大十字章
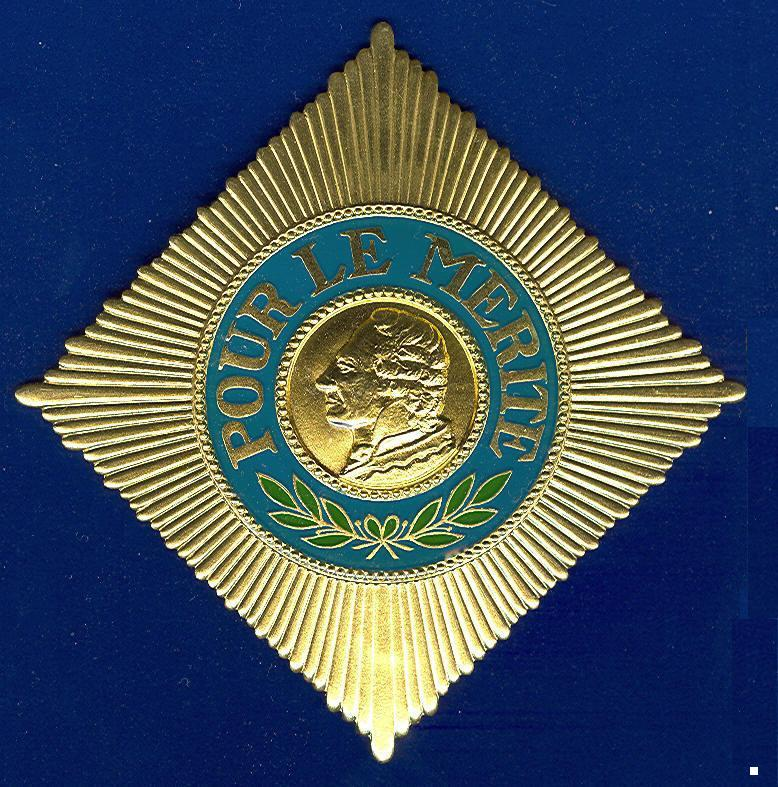
プール・ル・メリット大十字章星章
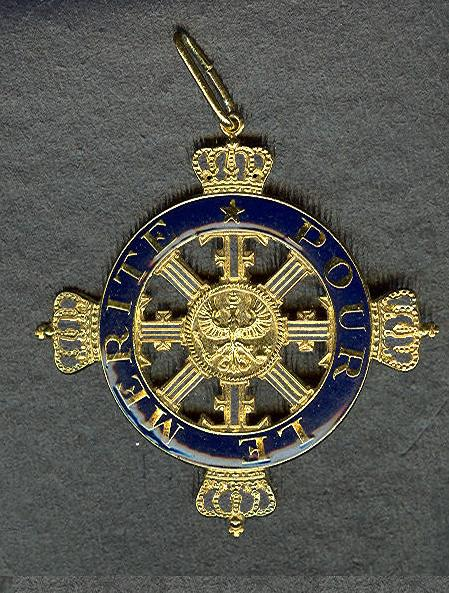
プール・ル・メリット平和勲章

### 両勲章の受賞者
プール・ル・メリットの戦功章と平和章の両方の勲章を受賞した者は極めて少数である。
- ヘルムート・フォン・モルトケ

戦功章1839年、平和章1874年
- オットー・フォン・ビスマルク

戦功章1884年 平和章1896年
- ヘルマン・フォン・クール（英語版）

戦功章1916年、平和章1924年

## 第一次世界大戦

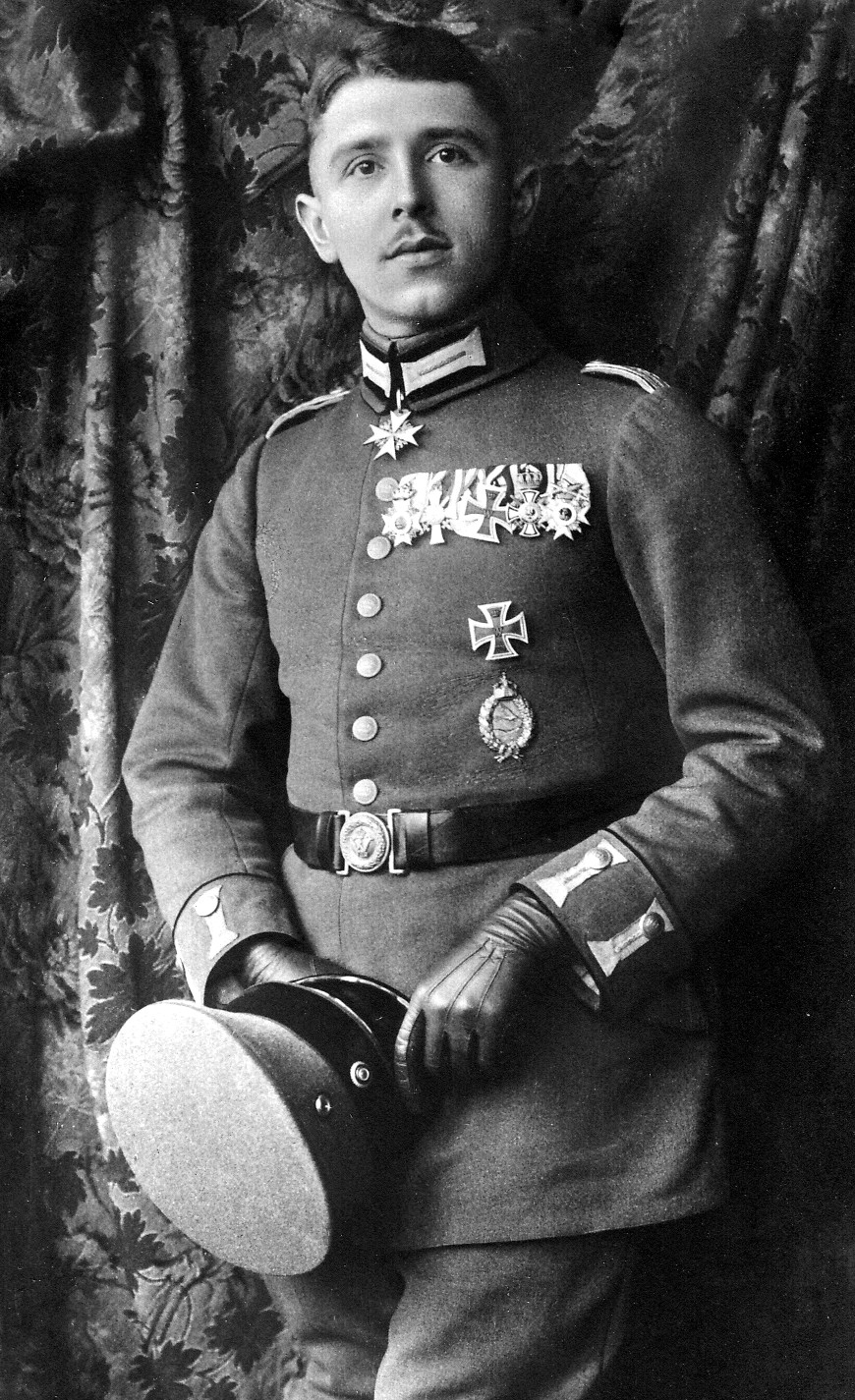
“ブルー・マックス”を付けたマックス・インメルマン。

ドイツ帝国では栄典制度の制定や叙勲の権限は各領邦にあり、「ドイツ帝国の勲章」というものは存在しなかった。そのため、ドイツが統一された後もプール・ル・メリット勲章はプロイセン王国の勲章として存続し、第一次世界大戦時には“プロイセン国王”ヴィルヘルム2世より帝国諸邦の将校へ授与された。
第一次世界大戦の間に、プール・ル・メリット勲章は世界的に有名になった。多くの戦功を上げたパイロットたちに、ドイツ軍部がたぶんに宣伝のために授与したからである。最初の受章者は、インメルマンターンとして知られる空戦機動を編み出したマックス・インメルマンで、8機撃墜の功により授与された。彼のマックスという名前と、勲章の青によって、ブルー・マックス (Blue Max=独:Blauer Max) という俗称が使われるようになった。
戦争の間に撃墜数が増加するにつれて、授章基準は厳しくなり、最終的には16機撃墜が基準となった。受章者には、袖に青いマルタ十字と鷲の記章、プール・ル・メリットの文字を縫い付けることと、常に勲章を身につけていることが義務付けられた。
著名な受章者としては、上記のマックス・インメルマン、マンフレート・フォン・リヒトホーフェンの他に、後にナチスの実力者となるヘルマン・ゲーリング、第二次世界大戦で活躍したエルヴィン・ロンメル、帆船ゼーアドラー号で通商破壊を行ったフェリクス・フォン・ルックナー、Uボートで大戦果を挙げたオットー・ヴェディゲンとロタール・フォン・アルノー・ド・ラ・ペリエール、東アフリカでゲリラを率いたパウル・フォン・レットウ＝フォルベックなどがいる。最も長く生存していた受章者は小説家のエルンスト・ユンガーで、彼は1918年に、歩兵少尉、特攻隊長だった23歳の時に最年少の士官として受章し、1998年に102歳で亡くなった。
大半の受章者は、大尉〜少尉などの下級将校で、特にパイロットが多かった。上級将校では、特に戦場で優れたリーダーシップや勇気を発揮した場合に授章された。
1918年11月9日、皇帝ヴィルヘルム2世の退位に伴い、プール・ル・メリット勲章の授与は終了した。

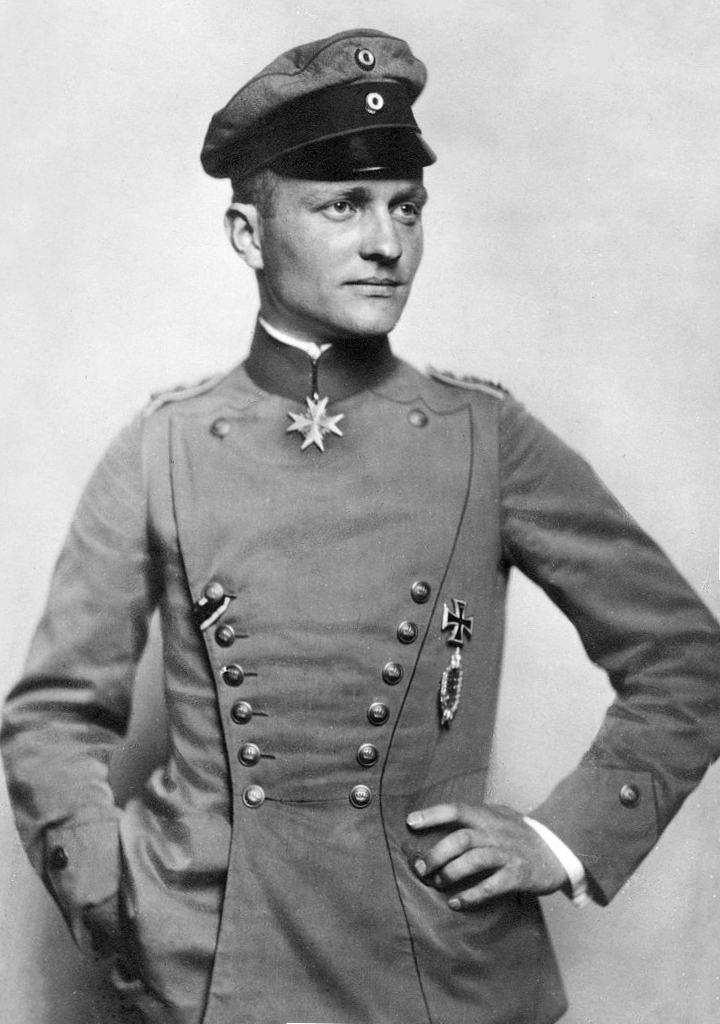
プール・ル・メリット勲章を付けたリヒトホーフェン。
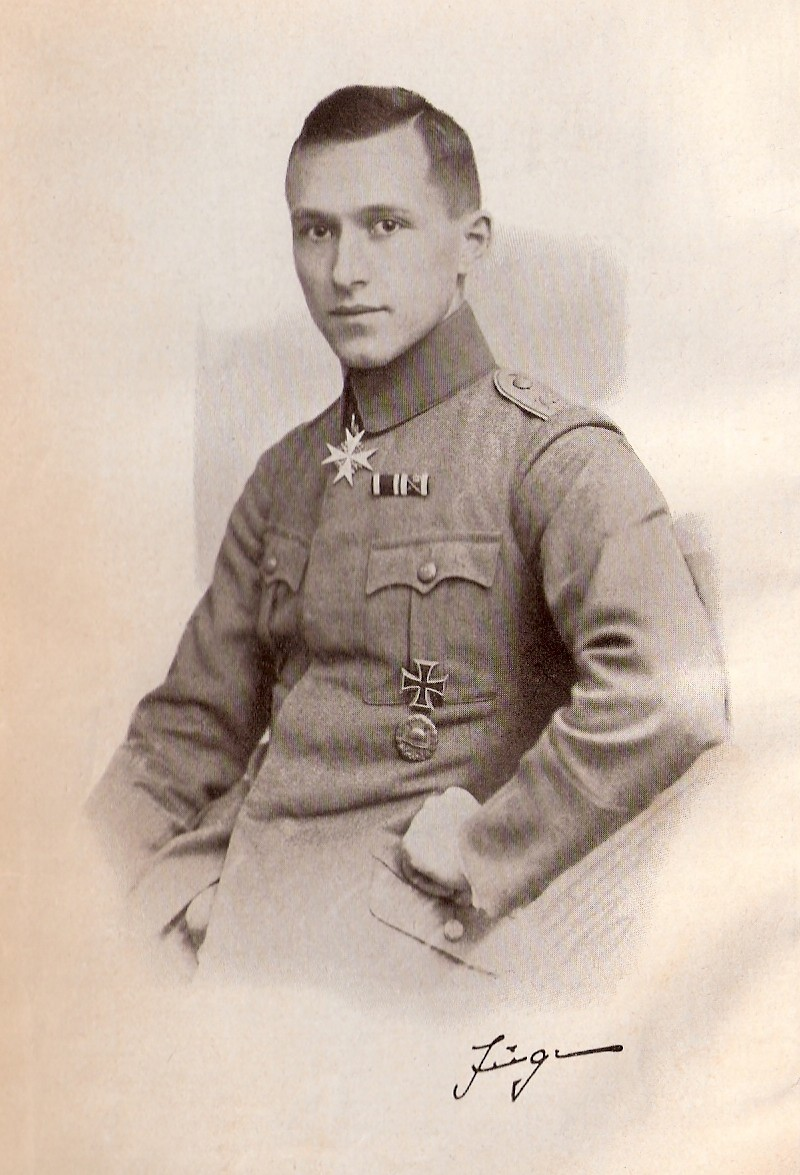
プール・ル・メリット勲章を付けたエルンスト・ユンガー。

## ヴァイマル共和政
ヴァイマル共和政に於いては国家による叙勲が禁止されていたが、平和章は任意団体による表彰として、国内外の科学者や芸術家らへ多数が授与された。最も有名な受章者には物理学者アルベルト・アインシュタイン（1923年）や女性芸術家ケーテ・コルヴィッツ（1929年）らがいる。ただし、ナチス政権はコルヴィッツほか反ナチス的な芸術家やユダヤ人らからプール・ル・メリットを剥奪している。

## 戦後の復活

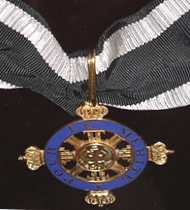
プール・ル・メリット平和勲章

1952年、ドイツ連邦共和国（西ドイツ）の大統領テオドール・ホイスは、大統領から授与するものとして平和勲章を復活させた（ただし、これはドイツ連邦共和国功労勲章のような国家的な勲章ではない）。授章は科学と芸術の分野を対象とする。主な受章者としてはヴィム・ヴェンダース、ウンベルト・エーコなどがいる。